# جائزة النمسا الكبرى 1974
جائزة النمسا الكبرى 1974 هو سباق فورمولا 1 أقيم بتاريخ 18 أغسطس 1974 في ستيفن سبيلبرغ، النمسا، شتايرمارك. كان الثاني عشر من أصل 15 في بطولة العالم لسباقات الفورمولا واحد موسم 1974. حلّ الأرجنتيني كارلوس ريوتيمان أولا بينما جاء النيوزلندي ديني هولم في المركز الثاني وحصل على المركز الثالث البريطاني جيمس هانت.